# El caso Matías
Pour plus de détails, voir Fiche technique et Distribution.
El caso Matías est un film dramatique argentin réalisé par Aníbal Di Salvo et sorti en 1985.

## Synopsis
Un Polonais se retrouve enfermé dans un asile en Argentine, soumis à des abus de la part d'autres patients et d'une infirmière.

## Fiche technique
- Titre original : El caso Matías[1],[2]
- Réalisation : Aníbal Di Salvo
- Scénario : Aníbal Di Salvo, Eduardo Mignogna, d'après une idée de Michelangelo Materazzi
- Photographie : Carlos Torlaschi
- Montage : Darío Tedesco
- Sociétés de production : Grupo de trabajo Jornada
- Pays de production :  Argentine
- Langue originale : espagnol
- Format : couleurs
- Genre : film dramatique
- Durée : 90 minutes
- Dates de sortie : 
  - Argentine : 16 avril 1985

## Distribution
- Víctor Laplace
- Dora Baret (es)
- Arturo Maly (es)
- Luis Medina Castro (es)
- Javier Portales (es)
- Eithel Bianco
- Alberto Drago
- Jorge Surraco
- Mauro Babuini : Le petit Matias
- Alfredo Alcón : narrateur
- Jorge Tortora : narrateur
- Paulino Andrada